# Pseudolestidae
Pseudolestidae – rodzina ważek równoskrzydłych (Zygoptera), tradycyjnie klasyfikowana jako podrodzina Pseudolestinae w rodzinie Megapodagrionidae. Część systematyków zalicza do niej tylko jeden gatunek: Pseudolestes mirabilis. Inni włączają do niej również rodzaj Rhipidolestes. Obydwa rodzaje obejmują ważki występujące w subtropikalnej Azji.